# 4 bit
4 bit, in informatica, indica che in una data architettura il formato standard di una variabile semplice (intero, puntatore, handle ecc.) è di 4 bit di lunghezza. Generalmente questo riflette la dimensione dei registri interni della CPU usata per quell'architettura.
Il termine "4 bit" può essere usato per descrivere la dimensione di:
- Una unità di dati
- I registri interni di una CPU o della ALU che deve funzionare usando quei registri
- Indirizzi di memoria
- Dati trasferiti per ogni lettura o scrittura alla memoria centrale.

Il primo microprocessore a 4 bit fu il Central Air Data Computer prodotto a partire dal 1970 ma dato che era un componente militare la sua esistenza fu classificata per decenni. Il primo microprocessore commerciale viene quindi considerato l'Intel 4004 che venne messo in commercio dal 1971 da Intel. 4 bit possono codificare 16 informazioni.

## Processori a 4 bit
- Intel 4004